# 多塞特郡
多塞特郡，英國英格蘭西南部的郡，其西北部與薩默塞特郡接壤，東北部與威爾特郡接壤，東部與漢普郡接壤，南部與英吉利海峽接壤，西部與德文郡接壤。 郡治在多切斯特。在英倫海峽北岸。以人口計算，伯恩茅斯是第1大鎮，普爾排第2。
該郡面積 2,653 平方公里，2021年人口為 772,268 人。 大約一半的人口居住在多塞特郡東南部的城市群，其中包括該郡最大的幾個定居點：伯恩茅斯（183,491 人）、普爾（151,500 人）和基督城（31,372 人）。 該郡的其餘地區主要是農村地區，主要城鎮是韋茅斯 (53,427) 和多切斯特 (21,366)。 出於行政目的，該郡由兩個單一管理區管轄：伯恩茅斯、基督城和普爾議會以及多塞特郡議會。 若以歷史郡來看，多塞特郡不包括伯恩茅斯和基督城，它們是漢普郡的一部分。
多塞特郡擁有多種多樣的景觀，包括白堊丘陵、陡峭的石灰岩山脊和低矮的粘土山谷。 由於其地質和古生物學意義，其大部分海岸線都是侏羅紀海岸世界遺產的一部分，並以盧沃斯灣、波特蘭島、切希爾海灘和杜德爾門等著名地貌為特色。 克蘭伯恩蔡斯白堊丘陵地有一部分亦位於該郡北部。 多塞特郡的最高點是位於西南部的劉易斯登山（Lewesdon Hill），高 279 米。
有證據表明，新石器時代、凱爾特人和古羅馬人曾在多塞特郡定居，在中世紀早期，撒克遜人亦曾在該地區定居。 該郡於7世紀發展起來。 第一次有記錄的維京人對不列顛群島的襲擊發生在 8 世紀的多塞特郡，黑死病於 1348 年透過韋茅斯傳入英格蘭。該郡經歷了多次內亂：在英國內戰中，奧利弗·克倫威爾鎮壓了一場自衛隊起義。 克倫威爾的軍隊在沙夫茨伯里附近激戰； 注定失敗的蒙茅斯叛亂在萊姆里吉斯爆發。在十九世紀，來自托爾普德爾（Tolpuddle）的一群農場工人在勞工運動的形成發揮了重要作用。 第二次世界大戰期間，多塞特積極參與了入侵諾曼底的準備工作，波特蘭和普爾的大港口是兩個主要的登船點。 農業傳統上是多塞特郡的主要產業，但現在由於旅遊業的發展而衰落。

## 地名起源
「多塞特」一名起源於郡治多切斯特，該鎮於公元1世紀時由古羅馬人建立。

## 歷史

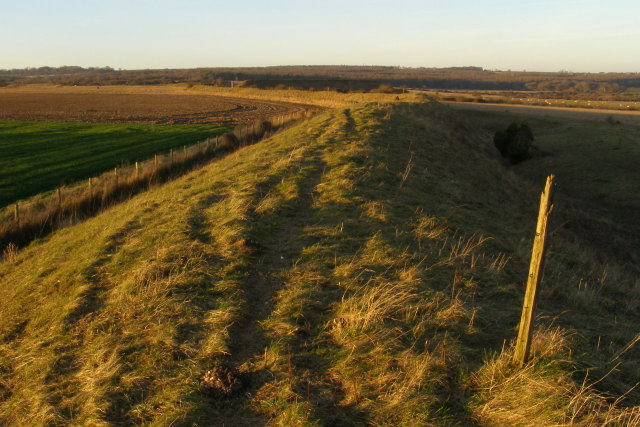
博克利堤壩（Bokerley Dyke）

### 早期歷史
第一批到訪多塞特郡的人類是公元前 8000 年左右的中石器時代獵人。 新石器時代的第一批永久定居者出現於公元前 3000 年左右。從公元前 2800 年起，青銅時代的農民清理了多塞特郡的林地用於農業用途，當地高高的白堊山上亦建立了許多墳塚。在鐵器時代，杜羅特里吉人在整個郡建立了一系列丘堡，其中最著名的是梅登城堡，它是歐洲最大的丘堡之一。
公元43年，古羅馬人在征服不列顛期間抵達多塞特。梅登城堡被維斯帕先指揮的羅馬軍團佔領，並在附近建立了羅馬定居點杜諾瓦里亞（即今多切斯特）。博克利堤壩 (Bokerley Dyke) 是該郡的後羅馬居民在現代漢普郡邊境附近修建的一條大型防禦堤防，它使撒克遜人向多塞特郡的進軍延遲了近 150 年。 在此期間，它似乎被重新加固，前羅馬道路也被當地人封鎖，顯然是為了阻止西撒克遜人進入多塞特郡。
然而，到了七世紀末，多塞特郡已落入撒克遜人的控制之下，並併入威塞克斯王國。這次西撒克遜征服的具體細節以及它是如何發生的尚不清楚，但它似乎在 685 年時就已基本發生。撒克遜人在舍伯恩建立了一個教區，多塞特郡首次成為一個郡——威塞克斯的一個行政區，也是英國郡縣制度的前身——此後邊界幾乎沒有變化。789年，第一次有記錄的維京人對不列顛群島的襲擊發生在波特蘭海岸的多塞特郡，他們在接下來的兩個世紀裡繼續襲擊該郡。
1066年諾曼征服英格蘭後，多塞特郡建立了封建統治，大部分土地被王室和教會機構瓜分。諾曼人於 12 世紀初在科夫、韋勒姆和多切斯特建造城堡，鞏固了對當地的控制。在接下來的 200 年裡，多塞特郡的人口大幅增長，更多的土地被圈起來用於耕種，以提供所需的額外食物。羊毛貿易、波白克島上的大理石採石業以及韋茅斯、萊姆里吉斯和布里德波特等繁忙的港口為該郡帶來了繁榮。然而，1348 年，多塞特郡被腺鼠疫（黑死病）摧毀，腺鼠疫從加斯科涅透過船隻傳播至韋茅斯。黑死病在英國迅速傳播，並消滅了英國三分之一的人口。

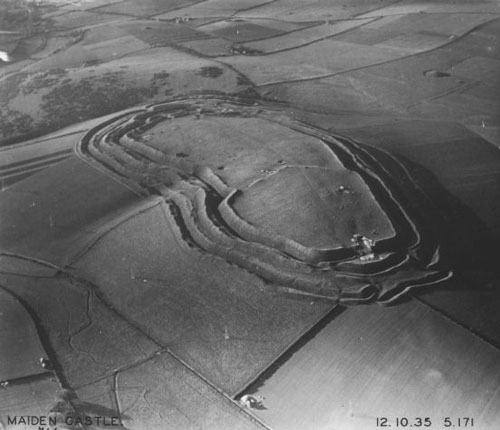
梅登城堡：歐洲最大的丘堡之一，攝於1935年
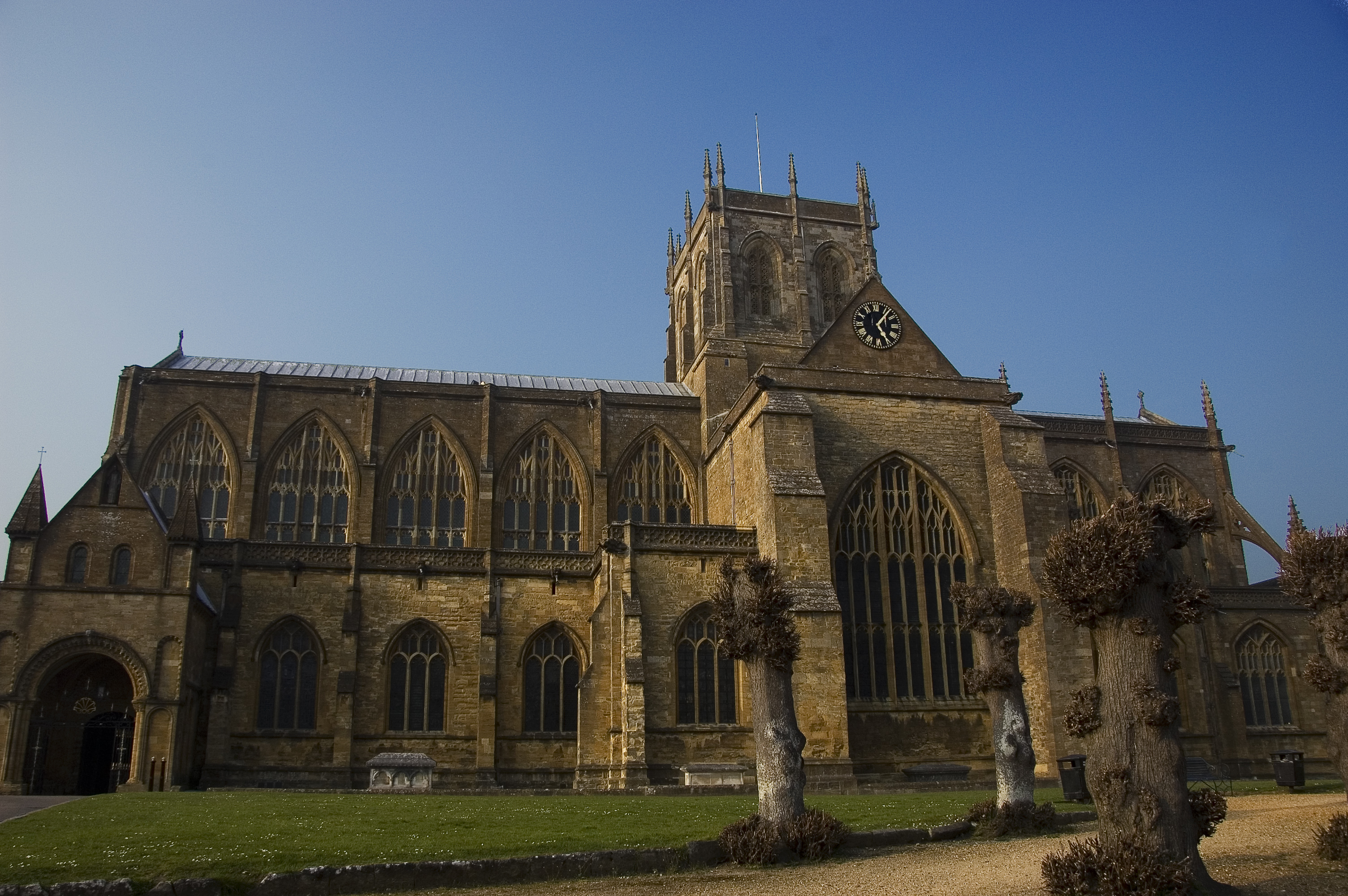
舍伯恩修道院，在中世紀時期曾是多塞特郡最大的修道院
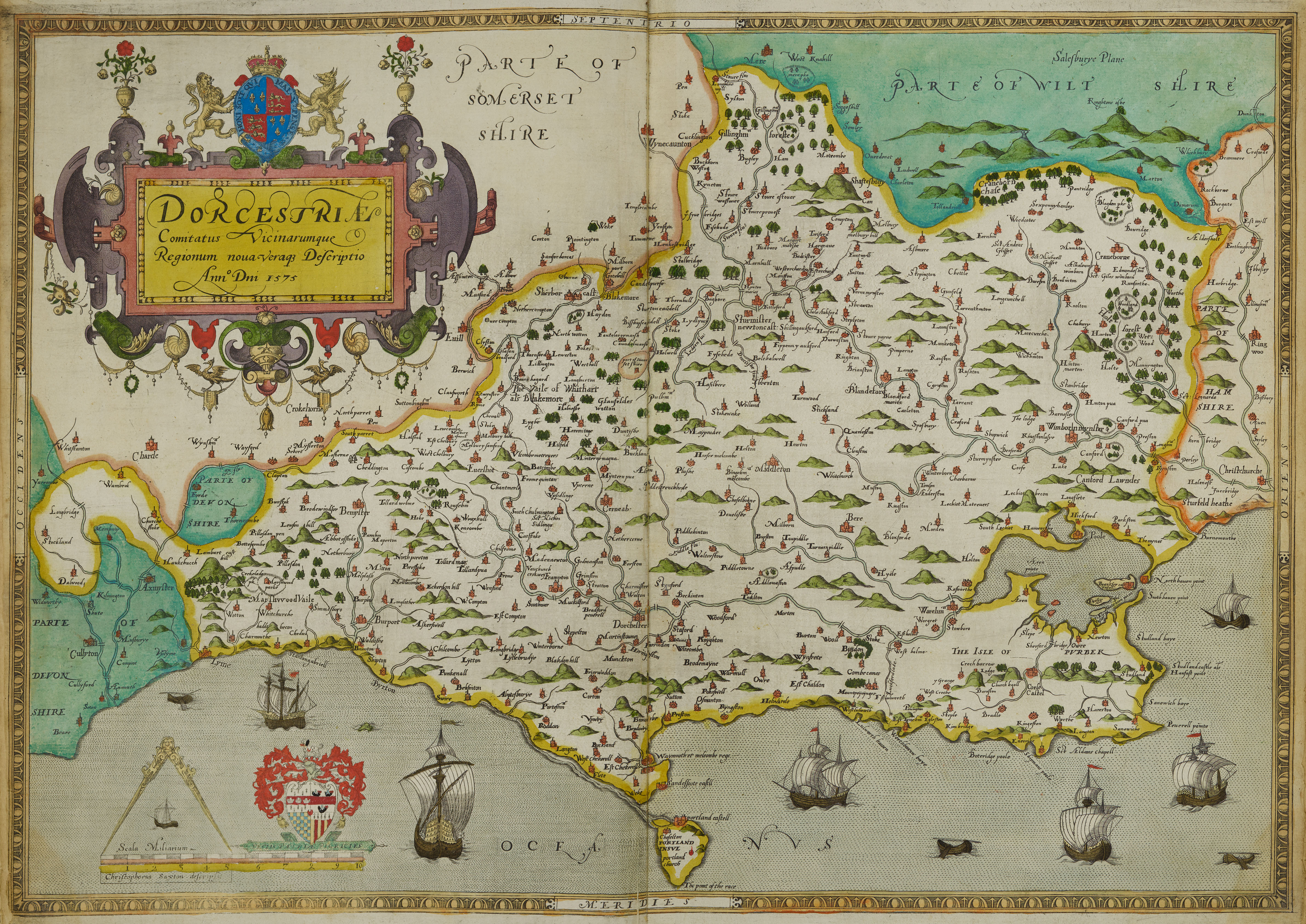
1575年的多塞特郡地圖

### 近現代歷史

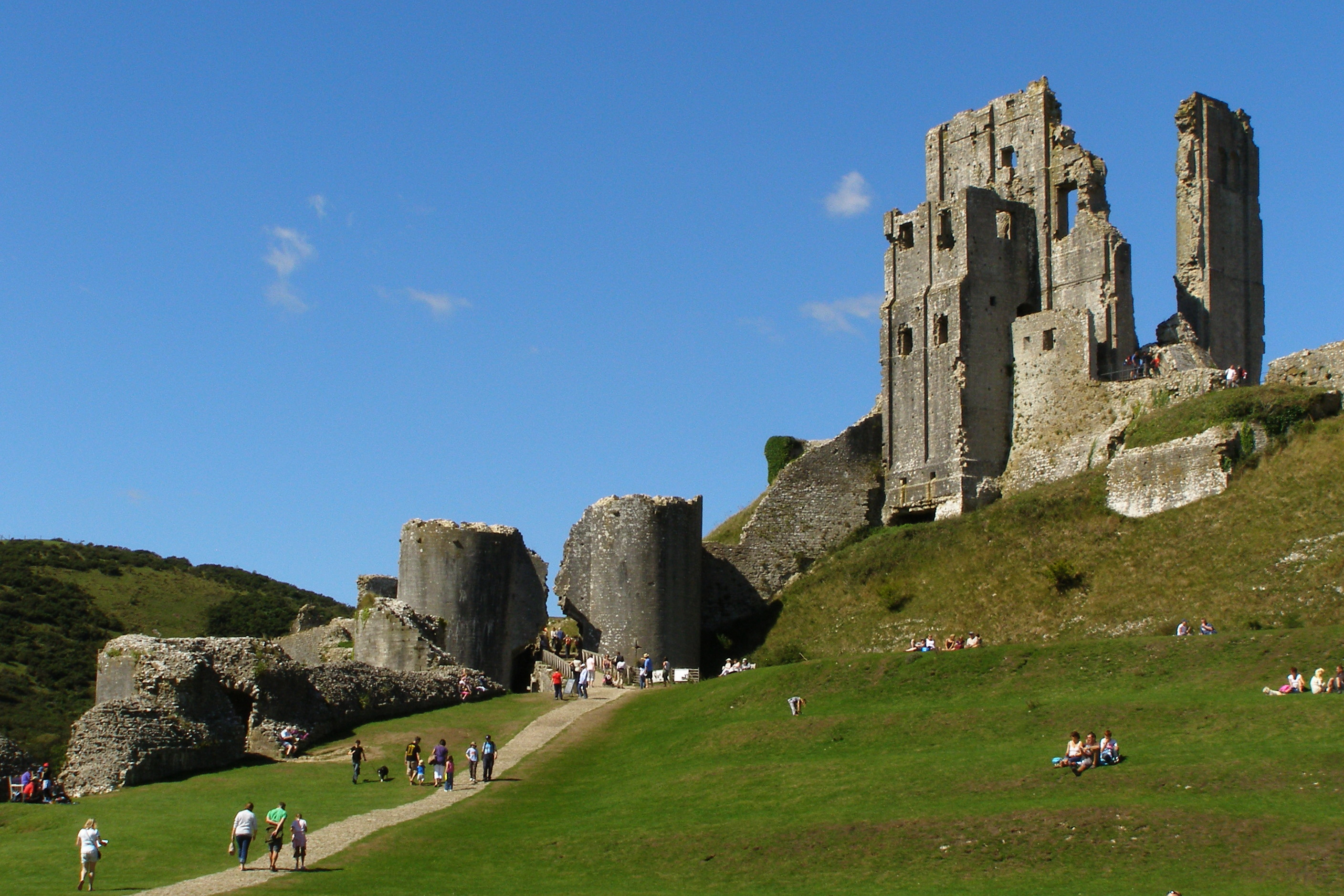
科夫城堡,於1646年被奧利弗·克倫威爾的軍隊攻佔及摧毀

修道院的解散（1536-1541）在多塞特郡幾乎沒有遇到什麼阻力，該郡的許多修道院（如沙夫茨伯里修道院）都被賣給了私人所有者。1642 年，英國內戰開始時，保皇派控制了除普爾和萊姆里吉斯以外的整個郡。 然而，三年之內，保皇派的成果幾乎被圓顱黨完全逆轉。1645 年，舍伯恩城堡被費爾法克斯勳爵佔領，1646 年，多塞特郡僅存的保皇派據點科夫城堡在一次背叛行為後被佔領：兩座城堡隨後都被破壞。1685 年，蒙茅斯公爵於萊姆里吉斯登陸時開始嘗試推翻詹姆斯二世，但以失敗告終。1686 年，查爾伯勒（Charborough）莊園大屋舉行了策劃推翻詹姆斯二世的會議，該次會議實際上是光榮革命的開始。
18 世紀，多塞特郡海岸發生了大量走私活動。 它的海灣、洞穴和沙灘為走私者提供了偷偷將走私貨物帶上岸的機會。普爾成為多塞特最繁忙的港口，並與紐芬蘭島的漁業建立了繁榮的貿易聯繫，支持了周圍城鎮和村莊的布料、繩索和網製造業。然而，由於缺乏煤炭資源，工業革命並未使多塞特郡工業化，因此該郡仍然以農業為主。農業一直是多塞特郡經濟的核心，1834 年，六名農場工人組成工會抗議工資下降，多塞特郡因此成為現代工會運動的發源地。 這些工人隨後因“非法宣誓”而被捕，並被判處流放，但在工人階級的大規模抗議後，他們被赦免。
多塞特郡軍團是第一次世界大戰（1914-1918）期間第一支面臨毒氣襲擊的英國部隊，他們在索姆河戰役中損失尤為慘重。總共有大約 4,500 名多塞特軍人在戰爭中喪生，該郡的城鎮和村莊中，只有一個被稱為“感恩村”的蘭頓哈林村（Langton Herring）沒有參軍的居民喪生。第二次世界大戰期間（1939-1945），多塞特郡積極參與了入侵諾曼底的準備工作：在韋茅斯及波白克島進行了海灘登陸演習；並徵用了泰納姆（Tyneham）村作射擊場以訓練軍隊。 諾曼底登陸期間，數萬名士兵離開韋茅斯、波特蘭和普爾港口，英國皇家空軍的滑翔機則從多塞特郡的空軍基地前往卡昂附近空投部隊，開始湯加行動。
戰後，前往多塞特郡度假的人數有所增加。該郡最初因喬治三世頻繁訪問韋茅斯而成為旅遊勝地，其海岸線、海濱度假勝地及其人煙稀少的鄉村地區每年吸引數百萬遊客。 隨著全國農業的衰退，旅遊業已成為當地主要的經濟支柱。
由查爾斯王子委託和共同設計的實驗性新城龐德伯里（位於多切斯特西部邊緣）正在建設中。該郊區預計將於 2025 年全面竣工，旨在整合住宅和零售建築，並應對睡城和汽車導向型開發的增長。

## 行政區劃
多塞特是34個非都市郡之一，實際管轄6個非都市區（韋茅斯-波特蘭（Weymouth and Portland）、西多塞特、北多塞特、波白克、東多塞特和基督城），佔地2,542平方公里（於英格蘭的非都市郡中為第21大），有403,000人口（於英格蘭的非都市郡中為第32多）。
如將多塞特郡看待成48個名譽郡之一，它則包含多2個單一管理區─伯恩茅斯與普爾，佔地增至2,653平方公里（於英格蘭的名譽郡中為第20大），人口增至701,100（於英格蘭的名譽郡中為第32多）。

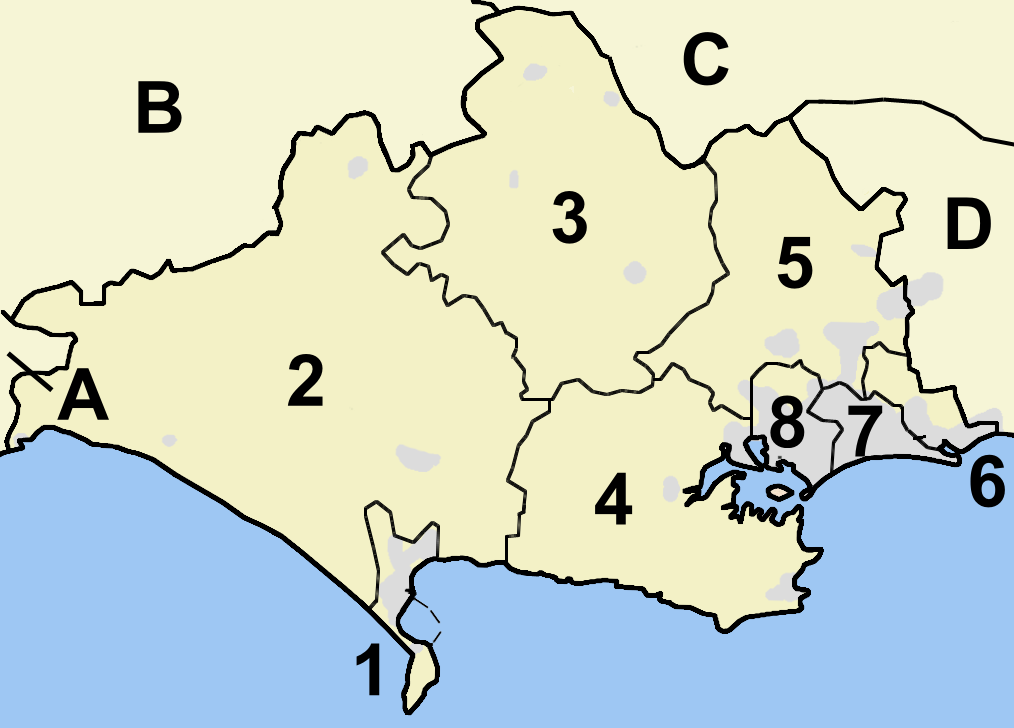
1. 韋茅斯-波特蘭
2. 西多塞特
3. 北多塞特
4. 波白克
5. 東多塞特
6. 基督城
7. 伯恩茅斯（單一管理區）
8. 普爾（單一管理區）

## 地理

### 地質
多塞特郡佔地 2,653 平方公里，其底層地質相當多樣，這在一定程度上造成了景觀的多樣性。該郡很大一部分地質是（66%）由白堊、黏土或混合沙子和礫石組成。其餘地質則較複雜，包括波特蘭石和波白克島、其他石灰岩、鈣質粘土和頁岩。波特蘭石和波白克石是具有國家重要性的建築材料，它們被用於修復英國一些最著名的地標。從侏羅紀早期到始新世時期幾乎所有已知的岩石都可以在該郡找到。
普爾港是一個 6000 年前因海平面上升而被淹沒的一個古河谷，現在是它是世界上最大的天然港口之一。該港有些地方水深很淺，並包含許多島嶼，特別是白浪島，它是童軍活動的發源地，也是英格蘭僅存少數有本土紅松鼠棲息的保護區之一。該港口以及南部波白克島的白堊和石灰岩山丘位於西歐最大的陸上油田之上。 該油田自1960年代初便持續產油至今。

### 氣候
多塞特郡夏季溫暖、冬季溫和的氣候部分歸因於其位於英國南海岸的位置。 多塞特郡是英國第三最南的郡，與康沃爾郡和德文郡相比，受更強大西洋風的影響較小。 多塞特郡以及整個西南英格蘭的冬季氣溫比英國其他地區更高，平均為 4.5 至 8.7 °C。然而，多塞特郡的夏季氣溫高於德文郡和康沃爾郡，平均最高氣溫為 19.1 至 22.2 °C。 該郡（不包括多塞特丘陵等山丘）的年平均氣溫為 9.8 至 12 °C。
多塞特郡、漢普郡、西薩塞克斯郡、東薩塞克斯郡和肯特郡等位於南海岸的郡享有比英國其他任何地方都更多的陽光，每年接收 1,541–1,885 小時陽光。全郡年平均降雨量各不相同，南部和東部沿海地區每年降雨量為 700-800 毫米；多塞特丘陵每年的降雨量在 1,000 至 1,250 毫米之間。多塞特郡的降兩量比其西邊的德文郡和康沃爾郡大部分地區少，但比其東邊的郡多。

### 地理位置
下圖顯示英格蘭48個名譽郡的地理位置。多塞特郡東與漢普郡相鄰，東北與威爾特郡相鄰，南臨英倫海峽，西與德雲郡相鄰，西北與森麻實郡相鄰。

## 人口
2011 年人口普查顯示，多塞特郡人口為 744,041 人。 其中包括非都市區（不包括伯恩茅斯和普爾）的 412,905 人、伯恩茅斯單一管理區的 183,491 人以及普爾單一管理區的 147,645 人。2013年，全郡人口據估計增長了約1.4%，達到754,460人：非都市區人口為416,720人，伯恩茅斯和普爾分別為188,730人和149,010人。 該郡一半以上的居民居住在伯恩茅斯、普爾和基督城大都市。
多塞特郡人口中，老年人比例較高，根據2013年年中估計，該郡23.6%人口年齡在65歲以上，高於英格蘭和威爾士17.4%的平均水平 ；而年輕人比例則較低，18.6%人口小於17歲，低於英格蘭和威爾士21.3%的平均水平。工作年齡人口比（16 歲至 64 歲之間的女性和男性）為 60% ，低於英格蘭和威爾士的平均水平（64%）。
2010年至2012年收集的數據顯示，該郡女性出生時平均預期壽命為85.3，男性為81.2歲，高於英格蘭和威爾士的平均年齡（分別為 82.9 歲和 79.1 歲）。多塞特郡約 95.2% 的人口是白人，60.9% 的人口是基督徒，28.5% 的人表示自己沒有宗教信仰。 
全郡超過33%的人口擁有4級或以上資格，例如國家高級文憑、學位或更高學位； 而近6.3%的人完全沒有學歷資格。近 43.7% 的人從事專業或技術工作（2010 年標準職業分類，第 1-3 組），略高於 10.3% 的人是行政人員或秘書（第 4 組），約 12.8% 的人從事技術行業（第 5 組），超過18% 受僱於護理、休閒、銷售或客戶關係部門的低層人員（第 6 組和第 7 組），14.8% 為操作人員或初級職業（第 8 組和第 9 組）。

## 交通

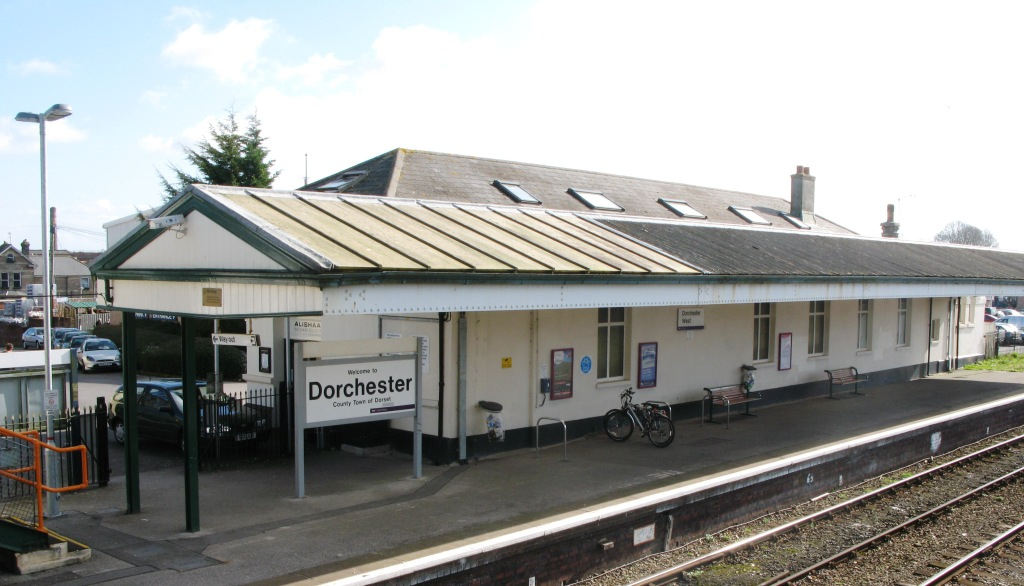
位於布里斯托至韋茅斯線的多切斯特西站

多塞特郡主要透過兩條鐵路主線：西英格蘭主線及西南主線，與倫敦連繫。其中西英格蘭主線服務多塞特郡北部的吉林漢姆和舍伯恩，並提供來往倫敦滑鐵盧車站和埃克塞特聖戴維斯站的列車服務；西南主線則途經多塞特郡南部，服務伯恩茅斯、普爾及多切斯特，並以韋茅斯為總站。此外，布里斯托至韋茅斯線南段亦位於多塞特郡。
多塞特郡是少數沒有運河和高速公路的郡。A303、A35及A31主幹道均穿越該郡。A303幹道穿越多塞特郡西北部，它透過M3高速公路連接了英國西南部和倫敦。
位於伯恩茅斯以北6公里處的伯恩茅斯機場主要提供來往歐洲的定期航班。

## 當地相片

多塞特郡
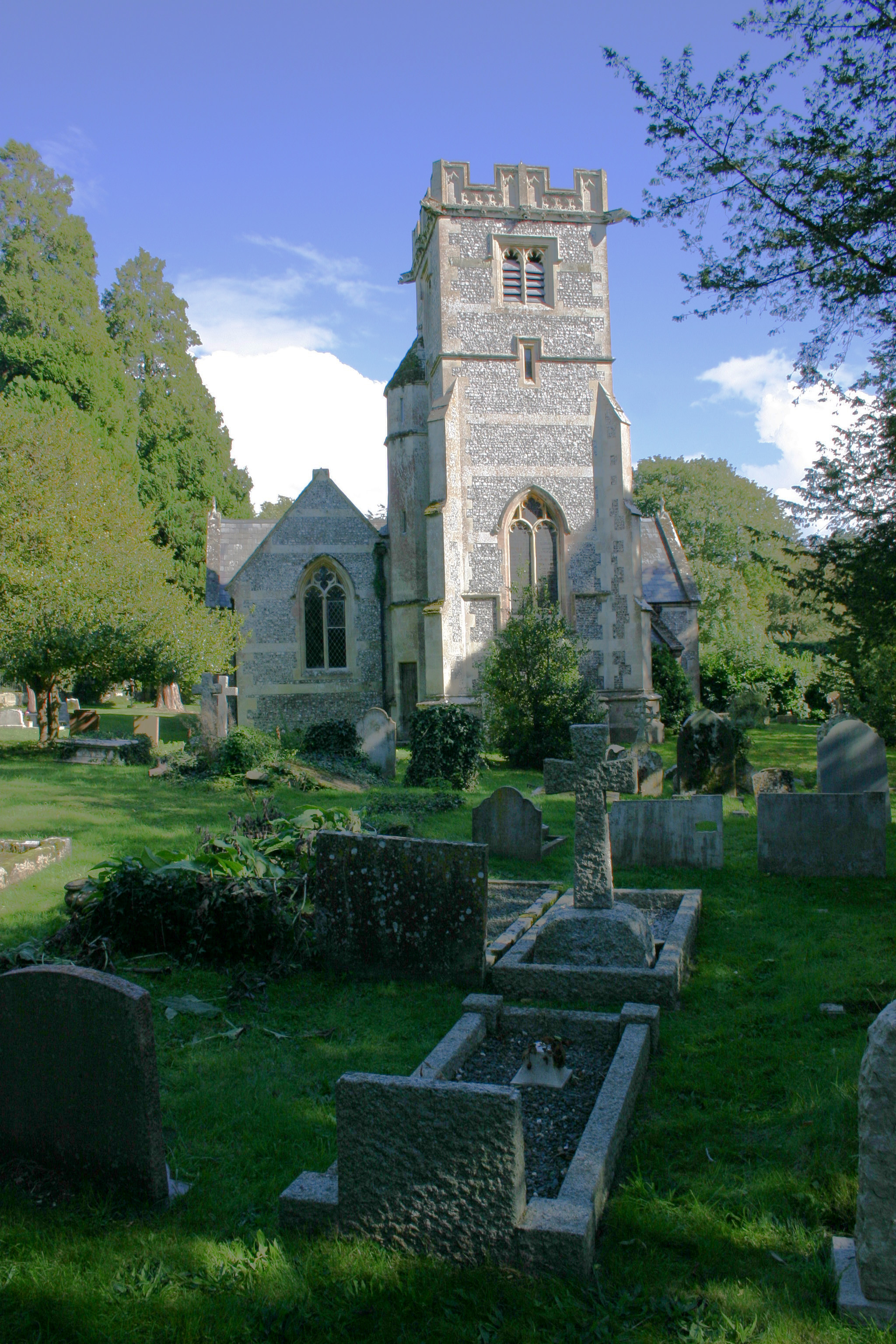
當地教堂
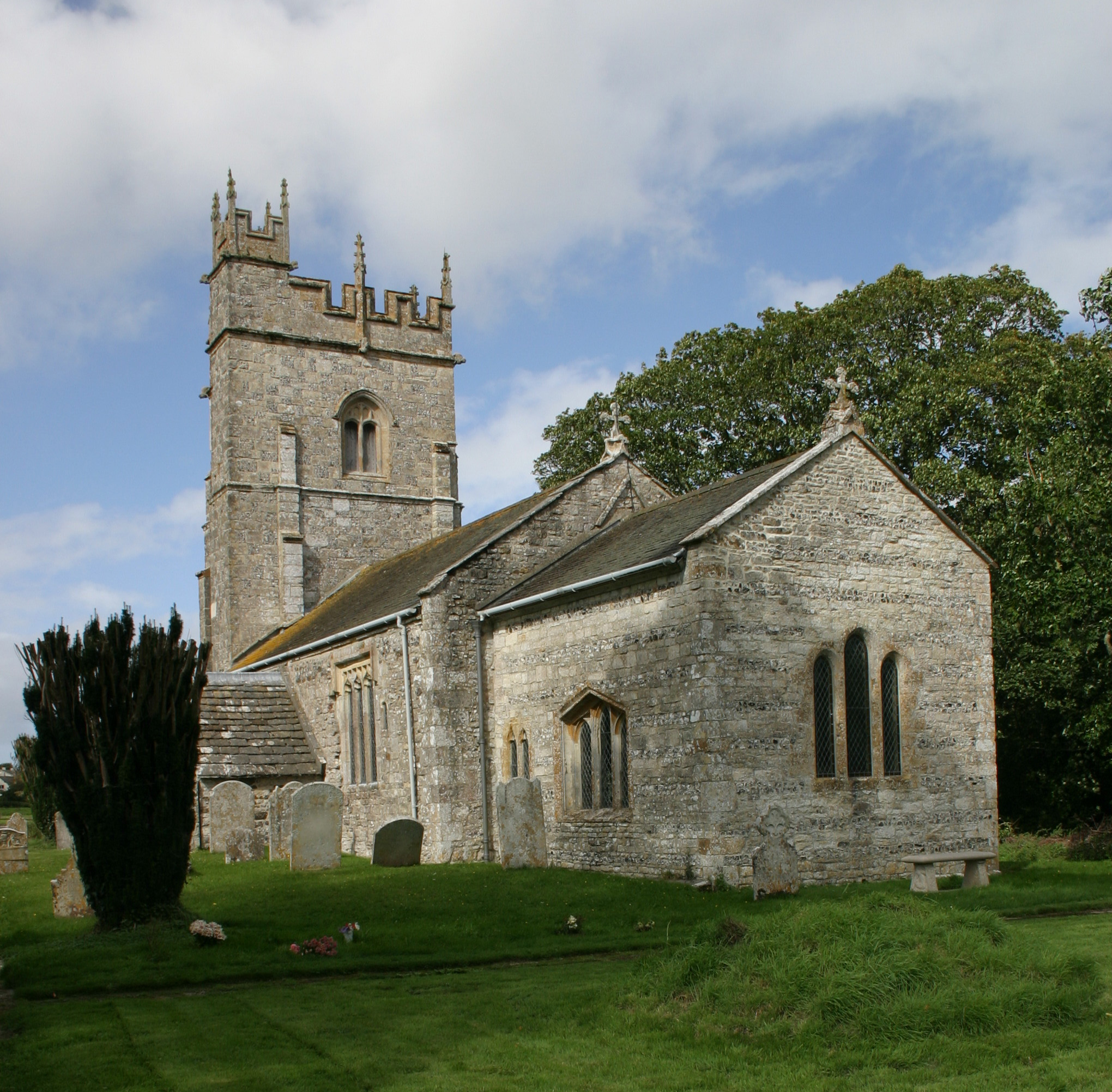
阿夫普德爾村（Affpuddle，位於波白克區）的聖勞倫斯教區教堂
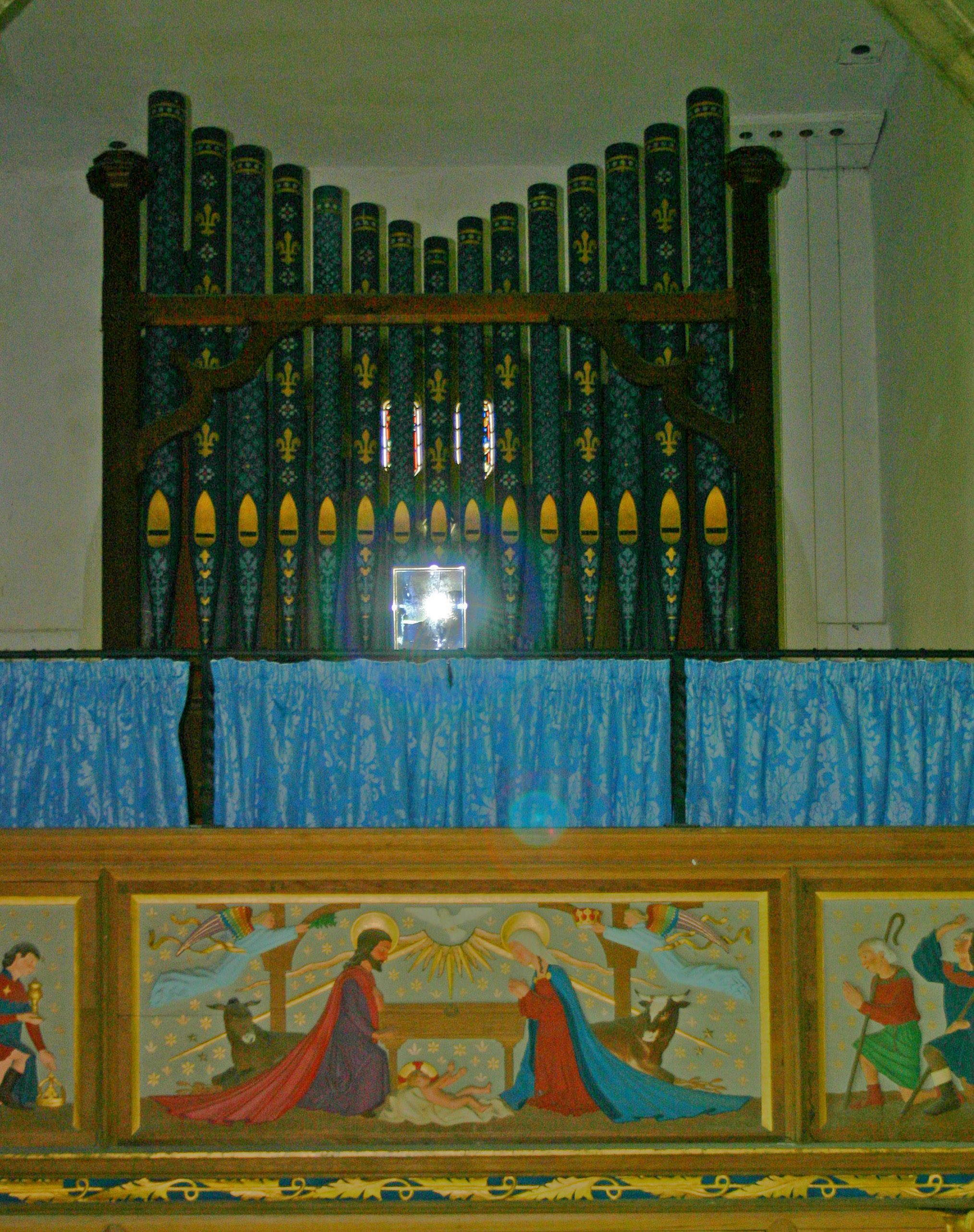
聖勞倫斯教區教堂內的管風琴
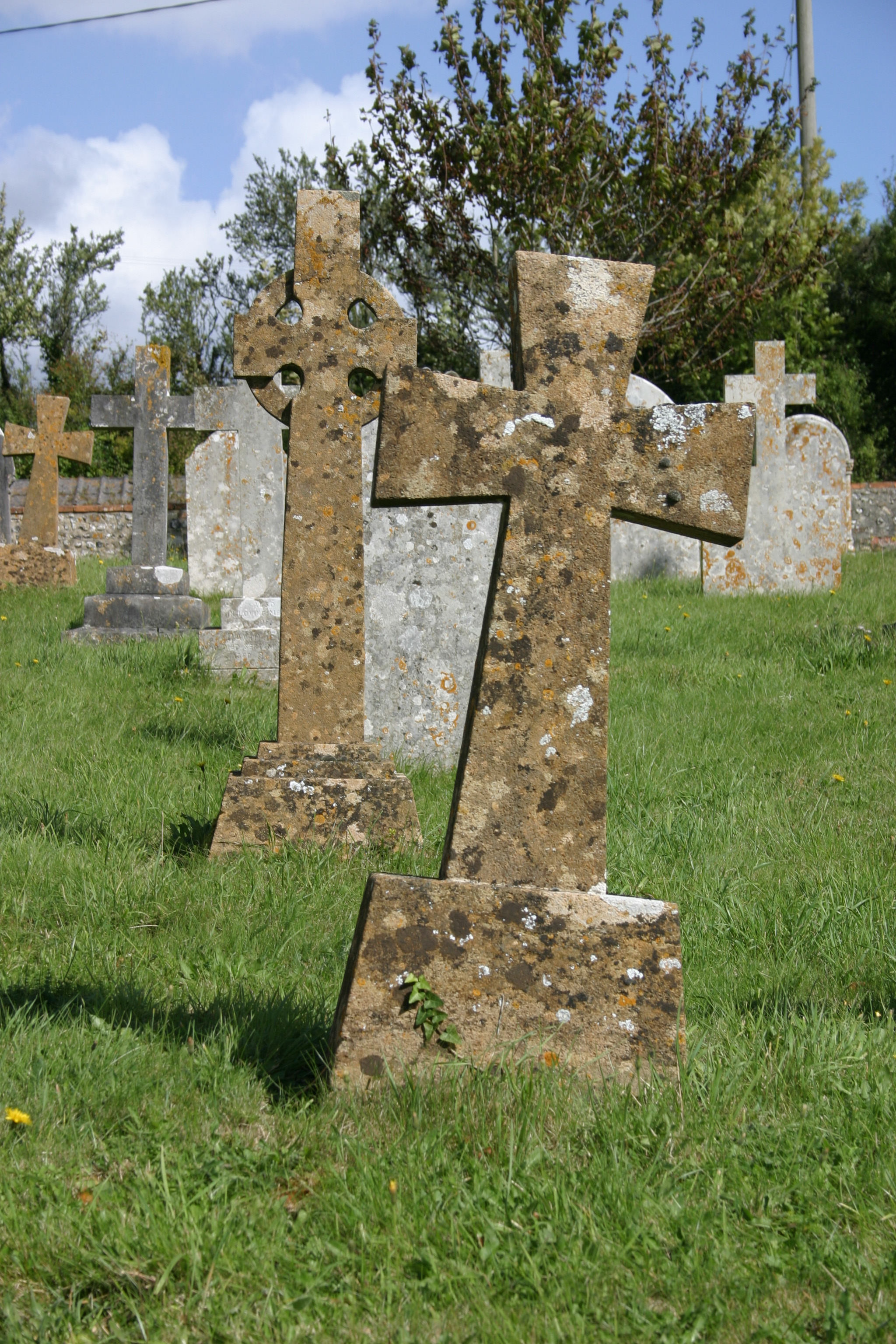
皮德爾辛頓村（Piddlehinton，位於西多塞特區）
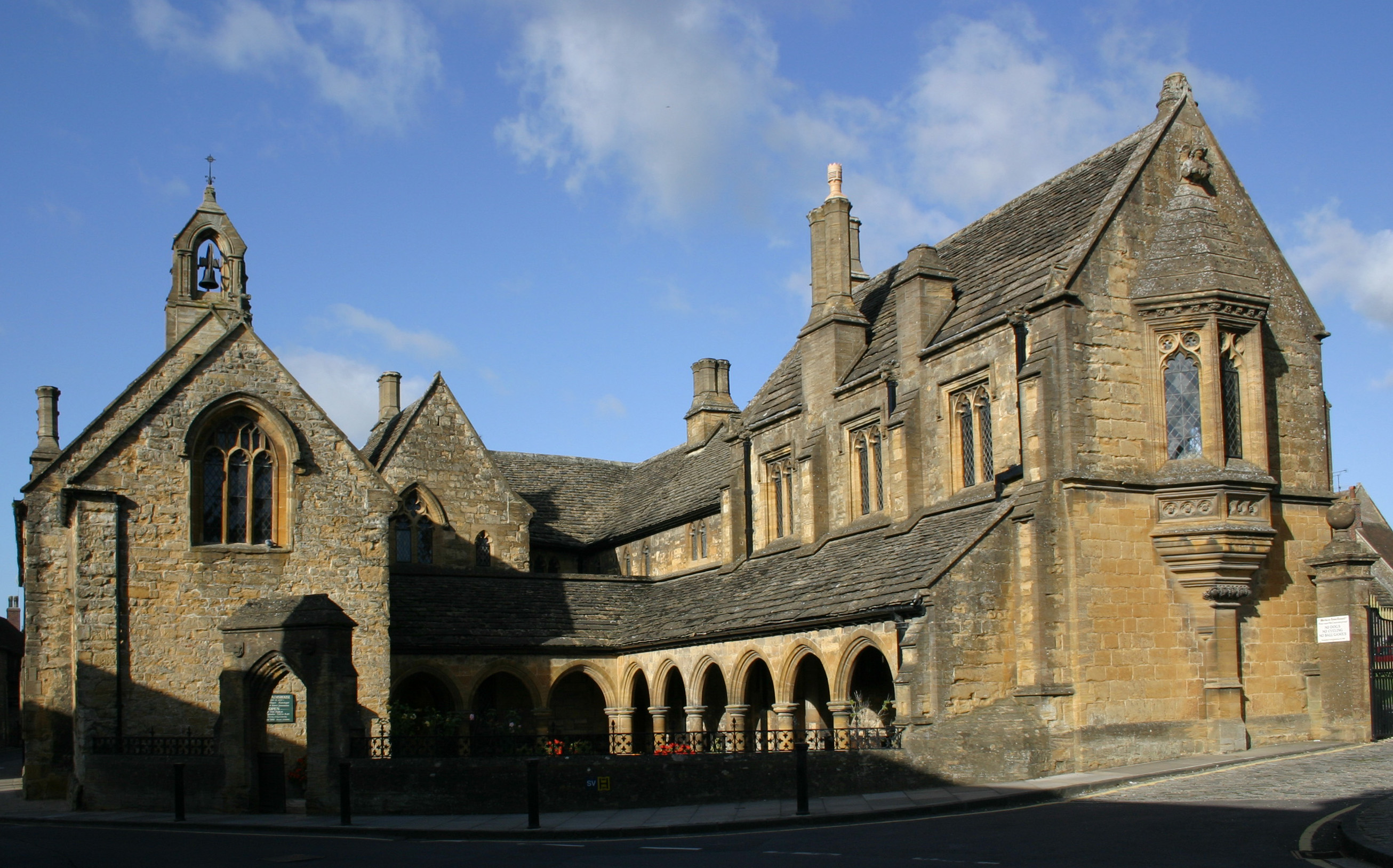
舍伯恩修道院
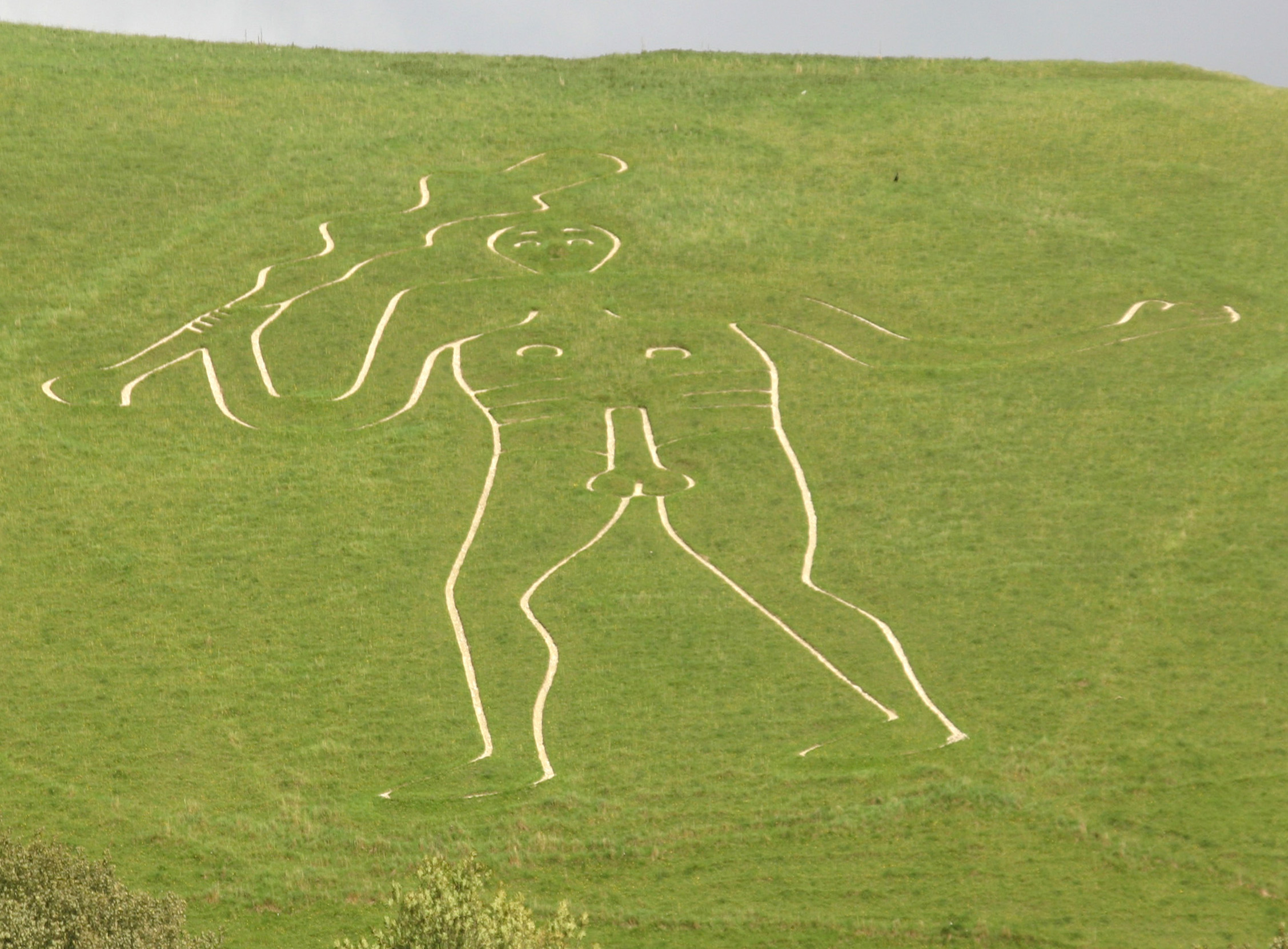
相阿巴斯村（Cerne Abbas）
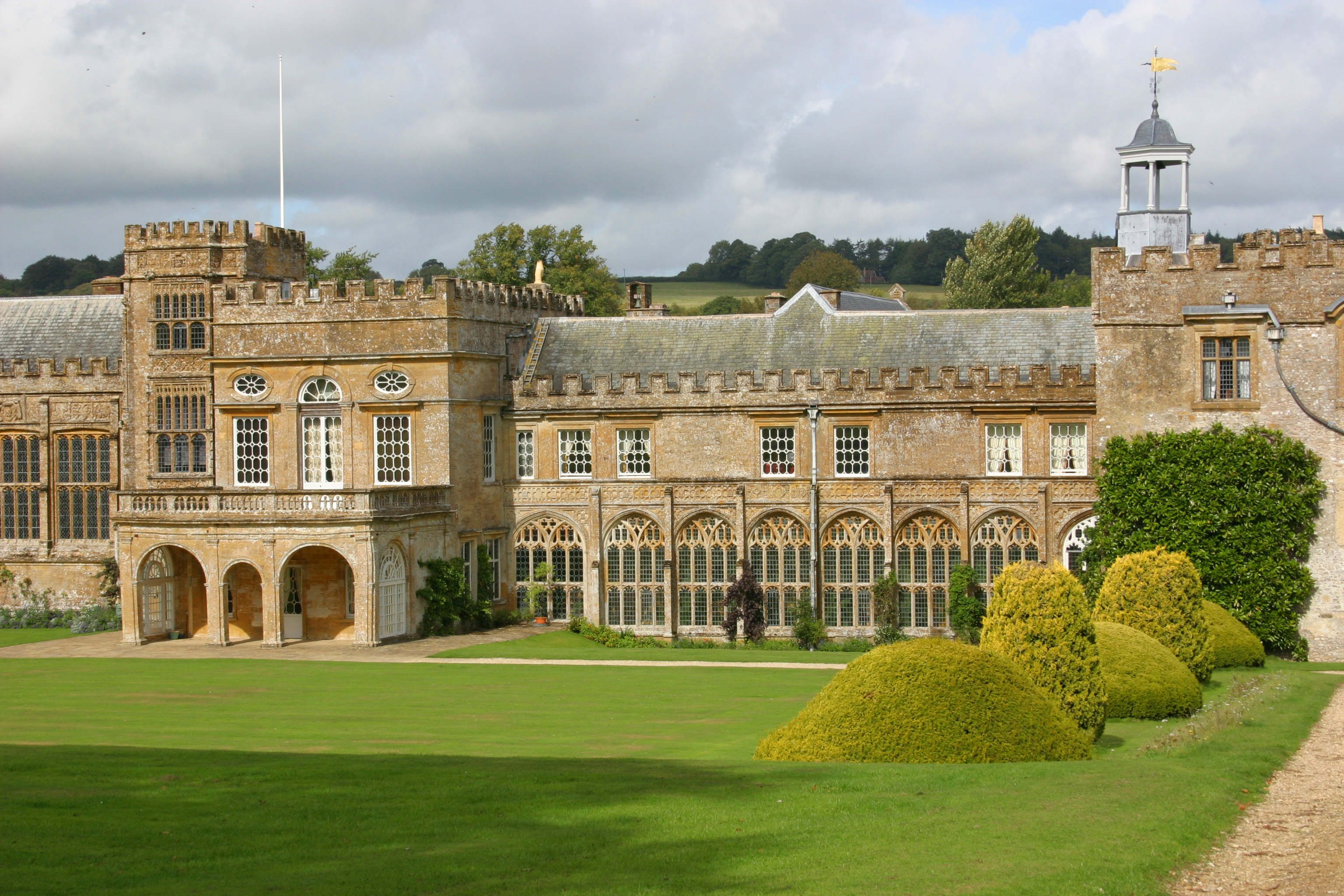
福特修道院（Forde Abbey），位於查爾德的熙篤會修道院
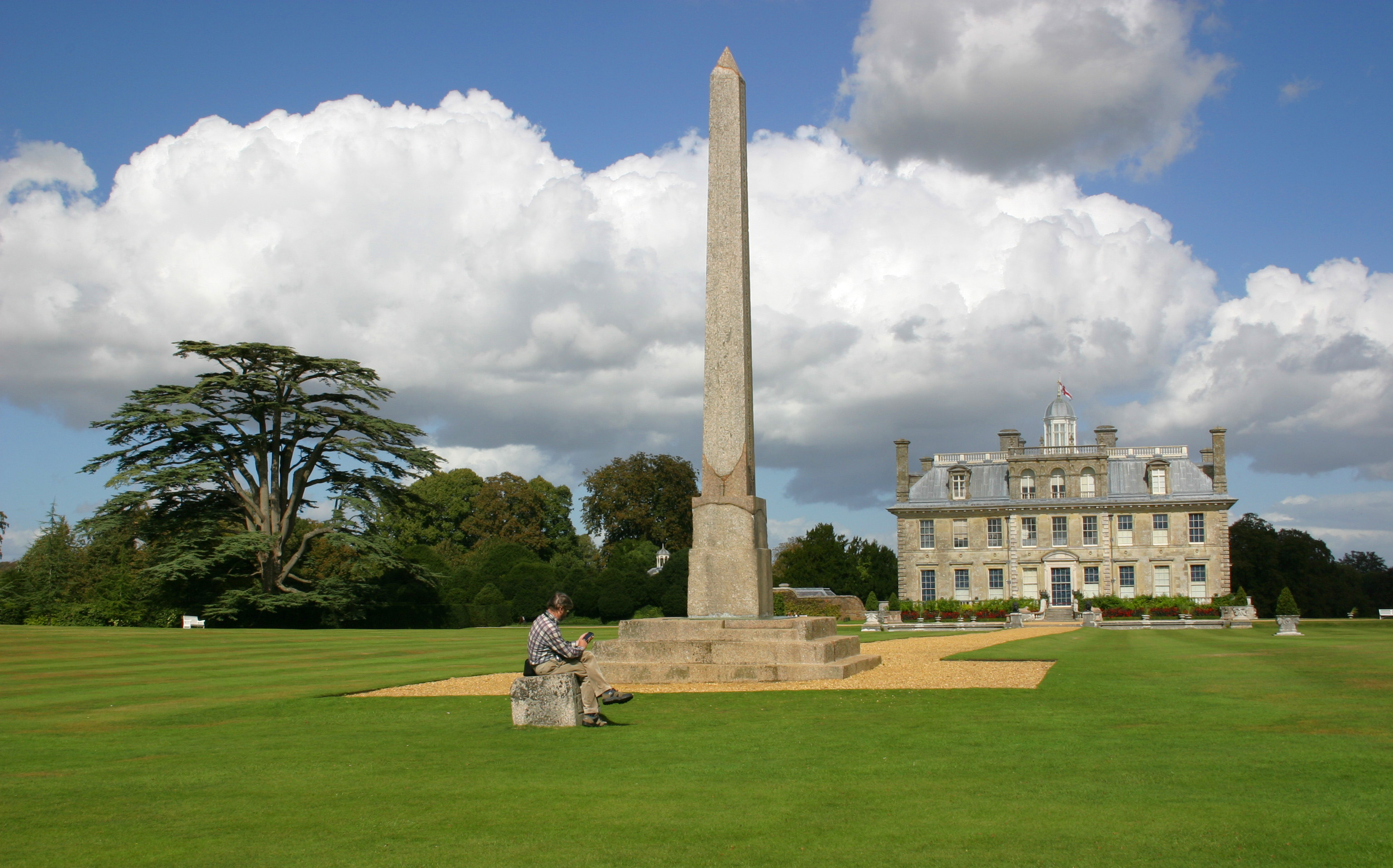
位於溫伯恩明斯特附近的鄉村別墅金斯頓萊西（Kingston Lacy）
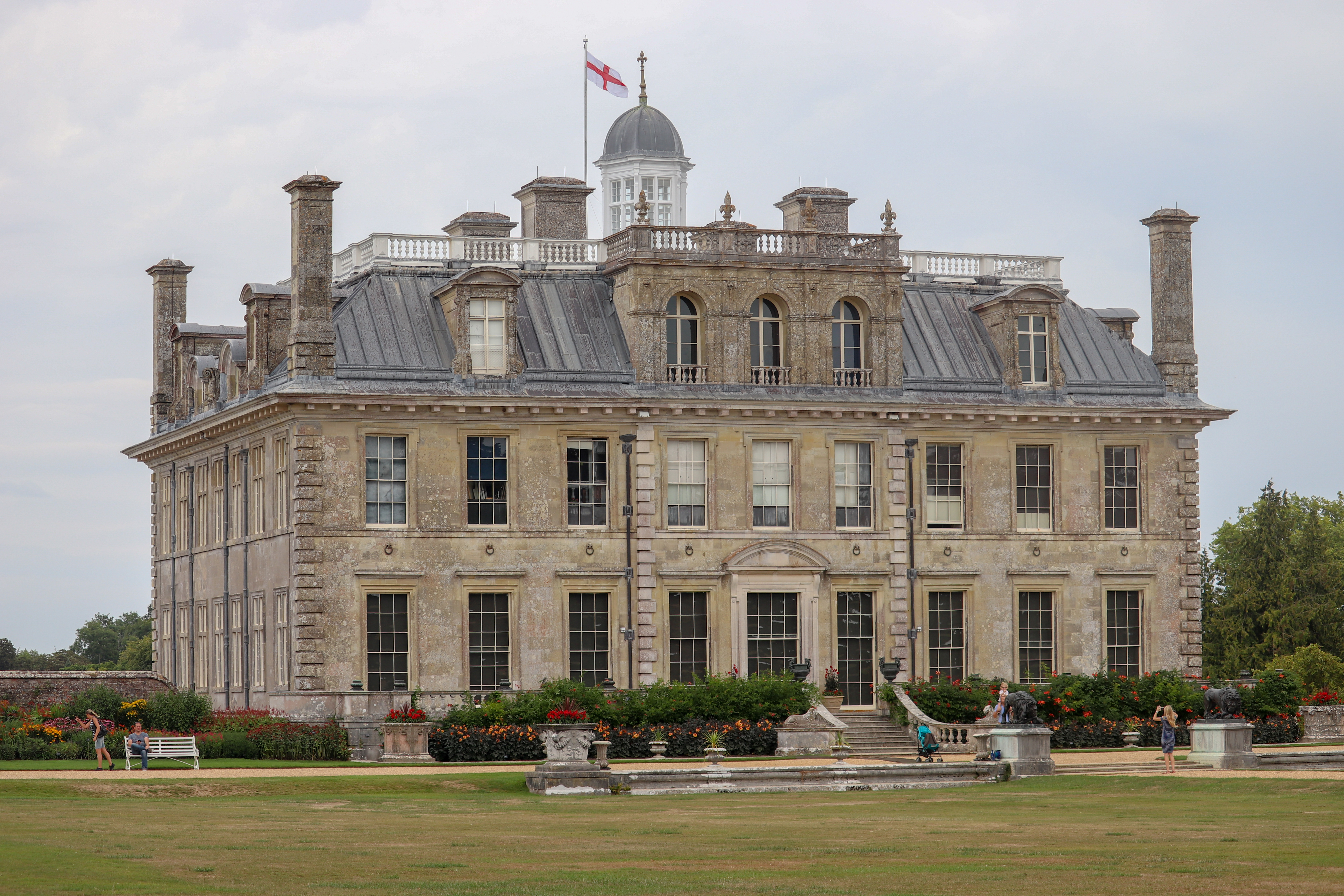
金斯頓萊西別墅南面